# Кармеев, Анбяр Арифуллович
Анбяр Арифуллович Кармеев (род. 18 сентября 1971) — российский политический деятель. Депутат Государственной Думы четвёртого созыва (2003—2007). Действительный государственный советник РФ III класса.

## Биография
Окончил Ростовский государственный педагогический университет в 1994 г.
1995—1998 — ведущий специалист Государственного комитета Республики Татарстан по делам детей и молодежи, ведущий программ республиканского телевидения (г. Казань); с 1998 г. — главный редактор республиканской молодёжной общественно-политической газеты «Молодежь Татарстана»;
7 декабря 2003 г. был избран в Государственную Думу РФ четвёртого созыва по федеральному списку избирательного объединения Партия «Единство» и «Отечество» — Единая Россия.
Депутат Государственной Думы Федерального Собрания РФ четвёртого созыва (2003—2007), был членом фракции «Единая Россия», заместителем председателя Комитета Государственной Думы по информационной политике.
После 2007 года отошёл от политической деятельности. Преподавал историю и татарский язык в школе № 1186 имени Мусы Джалиля. В 2020 году учитель истории в Московской школе-интернате № 17.